# Samsung Galaxy Tab A 8.0
Samsung Galaxy Tab A 8.0  — інтернет-планшет компанії Samsung Electronics з лінійки пристроїв Samsung Galaxy Tab. 
Планшет було анонсовано наприкінці березня 2019 року, а у квітні 2019 року пристрій поступив у продаж. 
За технічними характеристиками планшет Samsung Galaxy Tab A 8.0 (2019) є зменшеною копією планшету Galaxy Tab A 10.1.

## Зовнішній вигляд
Корпус Samsung Galaxy Tab A 8.0 виконано з металу (алюміній) із пластиковими з боків. Передня панель виконана зі скла, екран займає 75,2% її площі. Кнопка "Додому" відсутня.
Планшет представлений лише у чорному кольорі корпусу.

## Апаратне забезпечення
Samsung Galaxy Tab A 8.0 має чотириядерний процесор Qualcomm Snapdragon 429 з частотою 2.0 ГГц. 
Дисплей планшету TFT з діагоналлю 8" (1280 x 800), співвідношенням сторін 16:10. 
Внутрішня пам'ять Samsung Galaxy Tab A 8.0 складає 32 Гб, оперативна пам'ять - 2 Гб.
Існує можливість розширення пам'яті шляхом використання microSD картки (до 512 ГБ).
Акумулятор незнімний Li-Pol 5100 мА/г. 
Основна камера подвійна - 8 МП з автофокусом. Фронтальна камера 2 МП без спалаху. 
Запис відео відбувається у форматі FHD (1920 x 1080) 30 кадрів на секунду.

## Програмне забезпечення
Операційна система телефону — Android 9.0 з фірмовою оболонкою One UI 3.1.
Підтримує стандарти зв'язку: 2G GSM, 3G WCDMA, 4G LTE.
Бездротові інтерфейси: Wi-Fi 802.11 a/b/g/n, Wi-Fi Direct Bluetooth v4.2.
Підтримує навігаційні системи: GPS, A-GPS, ГЛОНАСС.
Планшет має роз'єм microUSB 2.0 та роз'єм 3.5 мм для навушників.
Додаткові датчики: акселерометр, датчик освітлення.
Особливість Samsung Galaxy Tab A 8.0 - підтримка стилуса S Pen, який вбудовано у корпус планшету.